# Pierre-Noël Mayaud
Pierre-Noël Mayaud, né le 4 octobre 1923 à Saumur, mort le 14 août 2006 dans le 13ème arrondissement de Paris, était un prêtre jésuite, géophysicien et historien des sciences. Il reçut la médaille d'argent du CNRS en 1979, ainsi que le prix Fernand Holweck de l'Académie des sciences en 1983.

## Biographie
Pierre-Noël Mayaud entre dans la Compagnie de Jésus en 1941, et suit parallèlement à sa formation des études universitaires de physique. Alors qu'il se prépare à prendre la responsabilité de l'observatoire astronomique de Shanghai géré par les Jésuites, il est invité à faire partie de missions polaires en Terre Adélie.  En tant que géophysicien, Pierre-Noël Mayaud a étudié notamment les composantes des variations temporelles du champ géomagnétique externe. 
Selon Jean-Louis Le Mouël et Vincent Courtillot, ancien directeur et directeur de l'Institut de physique du globe de Paris, membres de l'Académie des sciences, « Pierre-Noël Mayaud était le chercheur qui avait la connaissance la plus vaste, la plus approfondie, de la superposition complexe de phénomènes divers qu'est le champ géomagnétique d'origine externe » (Le Monde, 18 août 2006).
À partir de 1978, il se consacre à la demande la Compagnie de Jésus à l'histoire et la philosophie des sciences. Il deviendra l'un des plus grands spécialistes de l'« affaire Galilée, » poursuivant pendant vingt ans un travail monumental, aboutissant en 2005 à la publication de l'ouvrage Le Conflit entre l'astronomie nouvelle et l'Écriture sainte aux XVIe et XVIIe siècles : un moment de l'histoire des idées autour de l'affaire Galilée, une somme de plus de 3000 pages couronnée par un prix de l'Académie des sciences morales et politiques.